# Sandusky (Michigan)
Sandusky è un comune degli Stati Uniti d'America, situato nello Stato del Michigan, nella contea di Sanilac, della quale è il capoluogo.